# Lijst van pijlstaarten
Deze lijst van pijlstaarten bevat alle in de wetenschappelijke literatuur beschreven vlindersoorten uit de familie Sphingidae.
1. Acanthospinx guessfeldti (Dewitz, 1879)
2. Acherontia atropos (Linnaeus, 1758)
3. Acherontia lachesis (Fabricius, 1798)
4. Acherontia styx Westwood, 1847
5. Acosmerycoides harterti (Rothschild, 1895)
6. Acosmeryx anceus (Stoll, 1781)
7. Acosmeryx castanea Rothschild & Jordan, 1903
8. Acosmeryx formosana (Matsumura, 1927)
9. Acosmeryx hoenei (Mell, 1937)
10. Acosmeryx miskini (Murray, 1873)
11. Acosmeryx naga (Moore, 1858)
12. Acosmeryx omissa Rothschild & Jordan, 1903
13. Acosmeryx pseudomissa Mell, 1922
14. Acosmeryx rebeccae Hogenes & Treadaway, 1999
15. Acosmeryx sericeus (Walker, 1856)
16. Acosmeryx shervillii Boisduval, 1875
17. Acosmeryx sinjaevi Brechlin & Kitching, 1996
18. Acosmeryx socrates Boisduval, 1875
19. Acosmeryx yunnanfuana Clark, 1925
20. Adhemarius blanchardorum Hodges, 1985
21. Adhemarius daphne (Boisduval, 1870)
22. Adhemarius dariensis (Rothschild & Jordan, 1903)
23. Adhemarius dentoni (Clark, 1916)
24. Adhemarius donysa (Druce, 1889)
25. Adhemarius eurysthenes (R. Felder, 1874)
26. Adhemarius fulvescens (Closs, 1915)
27. Adhemarius gagarini (Zikan, 1935)
28. Adhemarius gannascus (Stoll, 1790)
29. Adhemarius germanus (Zikan, 1934)
30. Adhemarius globifer (Dyar, 1912)
31. Adhemarius palmeri (Boisduval, 1875)
32. Adhemarius sexoculata (Grote, 1865)
33. Adhemarius tigrina (Felder, 1874)
34. Adhemarius ypsilon (Rothschild & Jordan, 1903)
35. Aellopos ceculus (Cramer, 1777)
36. Aellopos blaini (Herrich-Schaffer, 1869)
37. Aellopos ceculus (Cramer, 1777)
38. Aellopos clavipes (Rothschild & Jordan, 1903)
39. Aellopos fadus (Cramer, 1775)
40. Aellopos tantalus (Linnaeus, 1758)
41. Aellopos titan (Cramer, 1777)
42. Afroclanis calcareus (Rothschild & Jordan, 1907)
43. Afroclanis neavi (Hampson, 1910)
44. Afrosataspes galleyi (Basquin, 1982)
45. Afrosphinx amabilis (Jordan, 1911)
46. Agnosia microta (Hampson, 1907)
47. Agnosia orneus (Westwood, 1847)
48. Agrius cingulata (Fabricius, 1775)
49. Agrius convolvuli (Linnaeus, 1758)
50. Agrius cordiae Riotte, 1984
51. Agrius godarti (W.S.Macleay, 1826)
52. Agrius luctifera (Walker, 1865)
53. Agrius rothschildi Kitching & Cadiou, 2000
54. Akbesia davidi (Oberthur, 1884)
55. Aleuron carinata (Walker, 1856)
56. Aleuron chloroptera (Perty, 1833)
57. Aleuron cymographum Rothschild & Jordan, 1903
58. Aleuron iphis (Walker, 1856)
59. Aleuron neglectum Rothschild & Jordan, 1903
60. Aleuron prominens (Walker, 1856)
61. Aleuron ypanemae (Boisduval, 1875)
62. Ambulyx andangi Brechlin, 1998
63. Ambulyx auripennis Moore, 1879
64. Ambulyx bakeri (Clark, 1929)
65. Ambulyx belli (Jordan, 1923)
66. Ambulyx bima Rothschild & Jordan, 1903
67. Ambulyx canescens Walker, 1865
68. Ambulyx celebensis (Jordan, 1919)
69. Ambulyx ceramensis (Joicey & Talbot, 1921)
70. Ambulyx charlesi (Clark, 1924)
71. Ambulyx clavata (Jordan, 1929)
72. Ambulyx cyclasticta (Joicey & Kaye, 1917)
73. Ambulyx dohertyi Rothschild, 1894
74. Ambulyx immaculata (Clark, 1924)
75. Ambulyx inouei Cadiou & Holloway, 1985
76. Ambulyx japonica Rothschild, 1894
77. Ambulyx johnsoni (Clark, 1917)
78. Ambulyx joiceyi (Clark, 1923)
79. Ambulyx jordani (Bethune-Baker, 1910)
80. Ambulyx kuangtungensis (Mell, 1922)
81. Ambulyx lahora Butler, 1875
82. Ambulyx lestradei Cadiou, 1998
83. Ambulyx liturata Butler, 1875
84. Ambulyx maculifera Walker, 1866
85. Ambulyx matti (Jordan, 1923)
86. Ambulyx meeki (Rothschild & Jordan, 1903)
87. Ambulyx montana Cadiou & Kitching, 1990
88. Ambulyx moorei Moore, 1858
89. Ambulyx naessigi Brechlin, 1998
90. Ambulyx obliterata (Rothschild, 1920)
91. Ambulyx ochracea Butler, 1885
92. Ambulyx phalaris (Jordan, 1919)
93. Ambulyx placida Moore, 1888
94. Ambulyx pryeri Distant, 1887
95. Ambulyx psedoclavata Inoue, 1996
96. Ambulyx schauffelbergeri Bremer & Grey, 1853
97. Ambulyx schmickae Brechlin, 1998
98. Ambulyx semifervens (Walker, 1865)
99. Ambulyx semiplacida Inoue, 1990
100. Ambulyx sericeipennis Butler, 1875
101. Ambulyx siamensis Inoue, 1991
102. Ambulyx sinjaevi Brechlin, 1998
103. Ambulyx staudingeri Rothschild, 1894
104. Ambulyx substrigilis Westwood, 1847
105. Ambulyx suluensis Hogenes & Treadaway, 1998
106. Ambulyx tattina (Jordan, 1919)
107. Ambulyx tenimberi (Clark, 1929)
108. Ambulyx tondanoi (Clark, 1930)
109. Ambulyx wildei Miskin, 1891
110. Ambulyx wilemani (Rothschild & Jordan, 1916)
111. Amorpha juglandis (J.E. Smith, 1797)
112. Ampelophaga dolichoides (R. Felder, 1874)
113. Ampelophaga khasiana Rothschild, 1895
114. Ampelophaga rubiginosa fasciosa Bremer & Grey, 1854
115. Ampelophaga rubiginosa Bremer & Grey, 1853
116. Ampelophaga thomasi Cadiou & Kitching, 1998
117. Amphimoea walkeri (Boisduval, 1875)
118. Amphion floridensis Clark, 1920
119. Amplypterus mansoni (Clark, 1924)
120. Amplypterus panopus (Cramer, 1779)
121. Anambulyx elwesi (Druce, 1882)
122. Andriasa contraria Walker, 1856
123. Andriasa mitchelli Hayes, 1973
124. Angonyx boisduvali Rothschild, 1894
125. Angonyx excellens (Rothschild, 1911)
126. Angonyx meeki Rothschild & Jordan, 1903
127. Angonyx papuana Rothschild & Jordan, 1903
128. Angonyx testacea testacea (Walker, 1856)
129. Angonyx testacea (Walker, 1856)
130. Antinephele achlora Holland, 1892
131. Antinephele anomala (Butler, 1882)
132. Antinephele camerunensis Clark, 1937
133. Antinephele efulani Clark, 1926
134. Antinephele lunulata Rothschild & Jordan, 1903
135. Antinephele maculifera Holland, 1889
136. Antinephele marcida Holland, 1893
137. Antinephele muscosa Holland, 1889
138. Apocalypsis velox (Butler, 1876)
139. Arctonotus lucidus Boisduval, 1852
140. Atemnora westermannii (Boisduval, 1875)
141. Avinoffia hollandi (Clark, 1917)
142. Baniwa yavitensis Lichy, 1981
143. Barbourion lemaii (Le Moult, 1933)
144. Basiothia aureata (Karsch, 1891)
145. Basiothia charis (Walker, 1856)
146. Basiothia laticornis (Butler, 1879)
147. Basiothia medea (Fabricius, 1781)
148. Basiothia schenki (Moschler, 1872)
149. Batocnema africanus (Distand, 1899)
150. Batocnema coquerelii (Boisduval, 1875)
151. Callambulyx amanda Rothschild & Jordan, 1903
152. Callambulyx junonia (Butler, 1881)
153. Callambulyx kitchingi Cadiou, 1996
154. Callambulyx poecilus (Rothschild, 1898)
155. Callambulyx rubricosa (Walker, 1856)
156. Callambulyx schintlmeisteri Brechlin, 1997
157. Callambulyx tatarinovii (Bremer & Grey, 1853)
158. Callionima acuta (Rothschild & Jordan, 1910)
159. Callionima calliomenae (Schaufuss, 1870)
160. Callionima denticulata (Schaus, 1895)
161. Callionima falcifera (Gehlen, 1943)
162. Callionima gracilis (Jordan, 1923)
163. Callionima grisescens (Rothschild, 1894)
164. Callionima inuus (Rothschild & Jordan, 1903)
165. Callionima nomius (Walker, 1856)
166. Callionima pan (Cramer, 1779)
167. Callionima parce (Fabricius, 1775)
168. Callionima ramsdeni (Clarke, 1920)
169. Callosphingia circe (Fawcett, 1915)
170. Cautethia exuma McCabe, 1984
171. Cautethia grotei Edwards, 1882
172. Cautethia noctuiformis (Walker, 1856)
173. Cautethia simitia Schaus, 1932
174. Cautethia spuria (Boisduval, 1875)
175. Cautethia yucatana (Clark, 1919)
176. Cechenena aegrota (Butler, 1875)
177. Cechenena helops (Walker, 1856)
178. Cechenena lineosa lineosa (Walker, 1856)
179. Cechenena lineosa (Walker, 1856)
180. Cechenena minor (Butler, 1875)
181. Cechenena mirabilis (Butler, 1875)
182. Cechenena pollux (Boisduval, 1875)
183. Cechenena scotti Rothschild, 1920
184. Cechenena subangustata Rothschild, 1920
185. Cechenena transpacifica Clark, 1923
186. Centroctena imitans (Butler, 1882)
187. Centroctena rutherfordi (Druce, 1882)
188. Cephonodes apus (Boisduval, 1833)
189. Cephonodes armatus Rothschild & Jordan, 1903
190. Cephonodes banksi Clark, 1923
191. Cephonodes hylas virescens (Linnaeus, 1771)
192. Cephonodes hylas (Linnaeus, 1771)
193. Cephonodes janus Miskin, 1891
194. Cephonodes kingii (W.S. Macleay, 1826)
195. Cephonodes leucogaster Rothschild & Jordan, 1903
196. Cephonodes lifuensis Rothschild, 1894
197. Cephonodes novebudensis Clark, 1927
198. Cephonodes picus (Cramer, 1777)
199. Cephonodes rothschildi Rebel, 1907
200. Cephonodes rufescens Griveaud, 1960
201. Cephonodes tamsi Griveaud, 1960
202. Cephonodes titan Rothschild, 1899
203. Cephonodes trochilus (Guerin-Meneville, 1843)
204. Cephonodes woodfordii Butler, 1889
205. Cephonodes xanthus Rothschild & Jordan, 1903
206. Ceratomia amyntor (Geyer, 1835)
207. Ceratomia catalpae (Boisduval, 1875)
208. Ceratomia hageni Grote, 1874
209. Ceratomia hoffmanni Mooser, 1942
210. Ceratomia sonorensis Hodges, 1971
211. Ceratomia undulosa (Walker, 1856)
212. Ceridia heuglini (R. Felder, 1874)
213. Ceridia mira Rothschild & Jordan, 1903
214. Ceridia nigricans Griveaud, 1959
215. Chaerocina dohertyi Rothschild & Jordan, 1903
216. Chaerocina ellisoni Hayes, 1963
217. Chaerocina jordani Berio, 1938
218. Chloroclanis virescens (Butler, 1882)
219. Cizara ardeniae (Lewin, 1805)
220. Cizara sculpta (Felder, 1874)
221. Clanidopsis exusta (Butler, 1875)
222. Clanis bilineata (Walker, 1866)
223. Clanis deucalion (Walker, 1856)
224. Clanis euroa Rothschild & Jordan, 1903
225. Clanis hyperion Cadiou & Kitching, 1990
226. Clanis negritensis Hoegenes & Treadaway, 1993
227. Clanis phalaris (Cramer, 1777)
228. Clanis pratti Joicey & Talbot, 1921
229. Clanis schwartzi Cadio, 1993
230. Clanis stenosema Rothschild & Jordan, 1907
231. Clanis surigaoensis Clark, 1928
232. Clanis titan Rothschild & Jordan, 1903
233. Clanis undulosa Moore, 1879
234. Clarina kotschyi (Kollar, 1849)
235. Clarina syriaca (Lederer, 1855)
236. Cocytius antaeus (Drury, 1773)
237. Cocytius beelzebuth (Boisduval, 1875)
238. Cocytius duponchel (Poey, 1832)
239. Cocytius lucifer Rothschild & Jordan, 1903
240. Cocytius mortuorum Rothschild & Jordan, 1910
241. Cocytius vitrinus Rothschild & Jordan, 1910
242. Coelonia brevis Rothschild & Jordan, 1915
243. Coelonia fulvinotata (Butler, 1875)
244. Coelonia solani (Boisduval, 1833)
245. Coenotes eremophilae (Lucas, 1891)
246. Coequosa australasiae (Donovan, 1805)
247. Coequosa triangularis (Donovan, 1805)
248. Compsulyx cochereaui (Viette, 1971)
249. Craspedortha porphyria (Butler, 1876)
250. Cypa bouyeri Cadiou, 1998
251. Cypa claggi Clark, 1935
252. Cypa decolor (Walker, 1856)
253. Cypa duponti Roepke, 1941
254. Cypa enodis Jordan, 1931
255. Cypa ferruginea Walker, 1865
256. Cypa kitchingi Cadiou, 1997
257. Cypa latericia Inoue, 1991
258. Cypa terranea (Butler, 1876)
259. Cypa uniformis Mell, 1922
260. Cypoides chinensis (Rothschild & Jordan, 1903)
261. Dahira rubiginosa Moore, 1888
262. Daphnis dohertyi Rothschild, 1897
263. Daphnis hayesi Cadiou, 1988
264. Daphnis hypothous (Cramer, 1780)
265. Daphnis layardii Moore, 1882
266. Daphnis minima Butler, 1876
267. Daphnis nerii (Linnaeus, 1758)
268. Daphnis placida (Walker, 1856)
269. Daphnis protrudens Felder, 1874
270. Daphnis torenia Druce, 1882
271. Daphnis vriesi Hogenes & Treadaway, 1993
272. Daphnusa ailanti (Boisduval, 1875)
273. Daphnusa ocellaris Walker, 1856
274. Darapsa choerilus (Cramer, 1779)
275. Darapsa myron (Cramer, 1779)
276. Darapsa versicolor (Harris, 1839)
277. Degmaptera mirabilis (Rothschild, 1894)
278. Degmaptera olivacea (Rothschild, 1894)
279. Deidamia inscriptum (Harris, 1839)
280. Deilephila askoldensis (Butler, 1881)
281. Deilephila elpenor (Linnaeus, 1758)
282. Deilephila porcellus (Linnaeus, 1758)
283. Deilephila rivularis (Boisduval, 1875)
284. Dolba hyloeus (Drury, 1773)
285. Dolbina elegans Bang-Haas, 1912
286. Dolbina exacta Staudinger, 1892
287. Dolbina grisea (Hampson, 1893)
288. Dolbina inexacta (Walker, 1856)
289. Dolbina krikkeni Roesler & Kuppers, 1975
290. Dolbina schnitzleri Cadiou, 1997
291. Dolbina tancrei Staudinger, 1887
292. Dolbogene hartwegii (Butler, 1875)
293. Dolbogene igualana (Schaus, 1932)
294. Dovania neumanni Jordan, 1925
295. Dovania poecila Rothschild & Jordan, 1903
296. Elibia dolichus (Westwood, 1847)
297. Elibia linigera Boisduval, 1875
298. Ellenbeckia monospila Rothschild & Jordan, 1903
299. Enpinanga assamensis (Walker, 1856)
300. Enpinanga borneensis (Butler, 1879)
301. Enpinanga vigens (Butler, 1879)
302. Enyo bathus (Rothschild, 1904)
303. Enyo boisduvali (Oberthur, 1904)
304. Enyo cavifer (Rothschild & Jordan, 1903)
305. Enyo gorgon (Cramer, 1777)
306. Enyo latipennis (Rothschild & Jordan, 1903)
307. Enyo lugubris (Linnaeus, 1771)
308. Enyo ocypete (Linnaeus, 1758)
309. Enyo taedium Schaus, 1890
310. Erinnyis alope (Drury, 1773)
311. Erinnyis crameri (Schaus, 1890)
312. Erinnyis domingonis (Butler, 1875)
313. Erinnyis ello (Linnaeus, 1758)
314. Erinnyis guttalaris (Walker, 1856)
315. Erinnyis impunctata Rothschild & Jordan, 1903
316. Erinnyis lassauxii (Boisduval, 1859)
317. Erinnyis obscura (Fabricius, 1775)
318. Erinnyis oenotrus (Cramer, 1780)
319. Erinnyis pallida Grote, 1865
320. Erinnyis stheno (Geyer, 1829)
321. Erinnyis yucatana (Druce, 1888)
322. Euchloron megaera (Linnaeus, 1758)
323. Eumorpha achemon (Drury, 1773)
324. Eumorpha adamsi (Rothschild & Jordan, 1903)
325. Eumorpha analis (Rothschild & Jordan, 1903)
326. Eumorpha anchemolus (Cramer, 1779)
327. Eumorpha capronnieri (Boisduval, 1875)
328. Eumorpha cissi (Schaufuss, 1870)
329. Eumorpha drucei (Rothschild & Jordan, 1903)
330. Eumorpha elisa (Smyth, 1901)
331. Eumorpha fasciatus (Sulzer, 1776)
332. Eumorpha intermedia (Clark, 1917)
333. Eumorpha labruscae (Linnaeus, 1758)
334. Eumorpha megaeacus (Hubner, 1816)
335. Eumorpha mirificatus (Grote, 1874)
336. Eumorpha neubergeri (Rothschild & Jordan, 1903)
337. Eumorpha obliquus (Rothschild & Jordan, 1903)
338. Eumorpha pandorus (Hubner, 1821)
339. Eumorpha phorbas (Cramer, 1775)
340. Eumorpha satellitia (Linnaeus, 1771)
341. Eumorpha strenua (Menetries, 1857)
342. Eumorpha translineatus (Rothschild, 1895)
343. Eumorpha triangulum (Rothschild & Jordan, 1903)
344. Eumorpha typhon (Klug, 1836)
345. Eumorpha vitis (Linnaeus, 1758)
346. Eupanacra angulata (Clark, 1923)
347. Eupanacra automedon (Walker, 1856)
348. Eupanacra busiris (Walker, 1856)
349. Eupanacra cadioui Hogenes & Treadaway, 1993
350. Eupanacra elegantulus (Herrich-Schaffer, 1856)
351. Eupanacra greetae Cadiou & Holloway, 1989
352. Eupanacra harmani Cadiou & Holloway, 1989
353. Eupanacra hollowayi Tennent, 1991
354. Eupanacra malayana (Rothschild & Jordan, 1903)
355. Eupanacra metallica (Butler, 1875)
356. Eupanacra micholitzi (Rothschild & Jordan, 1893)
357. Eupanacra mydon (Walker, 1856)
358. Eupanacra perfecta (Butler, 1875)
359. Eupanacra poulardi Cadiou & Holloway, 1989
360. Eupanacra psaltria (Jordan, 1923)
361. Eupanacra pulchella (Rothschild & Jordan, 1907)
362. Eupanacra radians (Gehlen, 1930)
363. Eupanacra regularis (Butler, 1875)
364. Eupanacra sinuata (Rothschild & Jordan, 1903)
365. Eupanacra splendens (Rothschild, 1894)
366. Eupanacra tiridates (Boisduval, 1875)
367. Eupanacra treadawayi Cadiou, 1995
368. Eupanacra variolosa (Walker, 1956)
369. Euproserpinus euterpe Edwards, 1888
370. Euproserpinus phaeton Grote & Robinson, 1865
371. Euproserpinus wiesti Sperry, 1939
372. Eupyrrhoglossum corvus (Biosduval, 1870)
373. Eupyrrhoglossum sagra (Poey, 1832)
374. Eupyrrhoglossum ventustum Rothschild & Jordan, 1910
375. Euryglottis albostigmata Rothschild, 1895
376. Euryglottis aper (Walker, 1856)
377. Euryglottis davidianus Dognin, 1891
378. Euryglottis dognini Rothschild, 1896
379. Euryglottis guttiventris (Rothschild & Jordan, 1903)
380. Euryglottis johannes Eitschberger, 1998
381. Euryglottis oliver Eitschberger, 1998
382. Eurypteryx alleni Hogenes & Treadaway, 1993
383. Eurypteryx bhaga (Moore, 1866)
384. Eurypteryx falcata Gehlen, 1922
385. Eurypteryx geoffreyi Cadiou & Kitching, 1990
386. Eurypteryx molucca Felder, 1874
387. Eurypteryx obtruncata Rothschild & Jordan, 1903
388. Eurypteryx shelfordi Rothschild & Jordan, 1903
389. Falcatula cymatodes Rothchild & Jordan, 1912
390. Falcatula falcata (Hayes, 1963)
391. Falcatula penumbra (Clark, 1936)
392. Falcatula tamsi Carcasson, 1968
393. Gehlenia bruno Bryk, 1944
394. Gehlenia falcata Hayes, 1963
395. Gehlenia obliquifascia (Hampson, 1910)
396. Gehlenia pinratanai Cadiou, 1991
397. Gehlenia taiwana Brechlin, 1998
398. Giganteopalpus mirabilis (Rothschild, 1895)
399. Gnathothlibus brendelli Hayes, 1983
400. Gnathothlibus dabrera Eitschberger, 1999
401. Gnathothlibus erotus (Cramer, 1777)
402. Gnathothlibus heliodes (Meyrick, 1889)
403. Gnathothlibus meeki Rothschild & Jordan, 1907
404. Grillotius bergeri (Darge, 1973)
405. Griseosphinx marchandi Cadiou, 1996
406. Griseosphinx preechari Cadiou & Kitching, 1990
407. Gynoeryx bilineatus (Griveaud, 1959)
408. Gynoeryx brevis (Oberthur, 1909)
409. Gynoeryx integer (Viette, 1956)
410. Gynoeryx meander (Boisduval, 1875)
411. Gynoeryx paulianii (Viette, 1956)
412. Gynoeryx teteforti (Griveaud, 1964)
413. Hayesiana farintaenia Zhu & Wang, 1997
414. Hayesiana triopus (Westwood, 1847)
415. Hemaris affinis (Bremer, 1861)
416. Hemaris aksana (Le Cerf, 1923)
417. Hemaris beresowskii Alpheraky, 1897
418. Hemaris croatica (Esper, 1800)
419. Hemaris dentata (Staudinger, 1887)
420. Hemaris diffinis (Boisduval, 1836)
421. Hemaris ducalis (Staudinger, 1887)
422. Hemaris fuciformis (Linnaeus, 1758)
423. Hemaris gracilis (Grote & Robinson, 1865)
424. Hemaris ottonis Rothschild & Jordan, 1903
425. Hemaris radians (Walker, 1856)
426. Hemaris rubra Hampson, 1893
427. Hemaris saundersii (Walker, 1856)
428. Hemaris senta (Strecker, 1878)
429. Hemaris staudingeri Leech, 1890
430. Hemaris syra (Daniel, 1939)
431. Hemaris thysbe (Fabricius, 1775)
432. Hemaris tityus (Linnaeus, 1758)
433. Hemaris venata Felder, 1861
434. Hemeroplanes diffusa Rothschild & Jordan, 1903
435. Hemeroplanes longistriga Rothschild & Jordan, 1903
436. Hemeroplanes ornatus Rothschild, 1894
437. Hemeroplanes triptolemus (Cramer, 1779)
438. Himantoides undata (Walker, 1856)
439. Hippotion aporodes Rothschild & Jordan, 1910
440. Hippotion aurora Rothschild & Jordan, 1903
441. Hippotion balsaminae (Walker, 1856)
442. Hippotion batschii (Keferstein, 1870)
443. Hippotion boerhaviae (Fabricius, 1775)
444. Hippotion brennus (Stoll, 1782)
445. Hippotion brunnea (Semper, 1896)
446. Hippotion butleri (Saalmuller, 1884)
447. Hippotion celerio (Linnaeus, 1758)
448. Hippotion chauchowensis (Mell, 1923)
449. Hippotion chloris Rothschild & Jordan, 1907
450. Hippotion commatum Rothschild & Jordan, 1915
451. Hippotion dexippus Fawcett, 1915
452. Hippotion echeclus (Boisduval, 1875)
453. Hippotion eson (Cramer, 1779)
454. Hippotion geryon (Boisduval, 1875)
455. Hippotion griveaudi Carcasson, 1968
456. Hippotion hateleyi Holloway, 1990
457. Hippotion irregularis (Walker, 1856)
458. Hippotion isis Rothschild & Jordan, 1903
459. Hippotion joiceyi Clark, 1922
460. Hippotion leucocephalus Rober, 1929
461. Hippotion moorei Jordon, 1926
462. Hippotion osiris (Dalman, 1823)
463. Hippotion paukstadti Cadiou, 1995
464. Hippotion pentagramma Hampson, 1910
465. Hippotion psammochroma Basquin, 1989
466. Hippotion rafflesii (Moore, 1858)
467. Hippotion rebeli Rothschild & Jordan, 1903
468. Hippotion rosae (Butler, 1882)
469. Hippotion roseipennis (Butler, 1882)
470. Hippotion rosetta (Swinhoe, 1892)
471. Hippotion saclavorum (Boisduval, 1933)
472. Hippotion scrofa (Boisduval, 1832)
473. Hippotion socotrensis (Rebel, 1899)
474. Hippotion stigma Rothschild & Jordan, 1903
475. Hippotion talboti Clark, 1930
476. Hippotion velox (Fabricius, 1793)
477. Hopliocnema brachycera (Lower, 1897)
478. Hoplistopus butti (Rothschild & Jordan, 1903)
479. Hoplistopus penricei (Rothschild & Jordan, 1903)
480. Hyles annei (Guerin-Meneville, 1839)
481. Hyles apocyni (Shchetkin, 1956)
482. Hyles biguttata (Walker, 1856)
483. Hyles calida (Butler, 1856)
484. Hyles centralasiae (Staudinger, 1887)
485. Hyles chamyla (Denso, 1913)
486. Hyles chuvilini Eitschberger, Danner & Surholt, 1998
487. Hyles costata (von Nordmann, 1851)
488. Hyles cretica Eitschberger, Danner & Surholt, 1998
489. Hyles dahlii (Geyer, 1828)
490. Hyles euphorbiae (Linnaeus, 1758)
491. Hyles euphorbiarum (Guerin-Meneville & Percheron, 1835)
492. Hyles gallii (Rottemburg, 1775)
493. Hyles hippophaes (Esper, 1789)
494. Hyles lineata (Fabricius, 1775)
495. Hyles livornica (Esper, 1780)
496. Hyles livornicoides (Lucas, 1892)
497. Hyles nervosa Rothschild & Jordan, 1903
498. Hyles nicaea (von Prunner, 1798)
499. Hyles perkinsi (Swezey, 1920)
500. Hyles robertsi (Butler, 1880)
501. Hyles salangensis (Ebert, 1969)
502. Hyles sammuti Eitschberger, Danner & Surholt, 1998
503. Hyles siehei (Pungeler, 1903)
504. Hyles stroehlei Eitschberger, Danner & Surholt, 1998
505. Hyles tithymali (Boisduval, 1834)
506. Hyles vespertilio (Esper, 1780)
507. Hyles wilsoni (Rothschild, 1894)
508. Hyles zygophylli (Ochsenheimer, 1808)
509. Hypaedalea butleri Rothschild, 1894
510. Hypaedalea insignis Butler, 1877
511. Hypaedalea lobipennis Strand, 1913
512. Hypaedalea neglecta Carcasson, 1972
513. Ihlegramma ihlei (Eitschberger, 2003)
514. Isognathus allamandae Clark, 1920
515. Isognathus australis Clark, 1917
516. Isognathus caricae (Linnaeus, 1758)
517. Isognathus excelsior (Boisduval, 1875)
518. Isognathus leachii (Swainson, 1823)
519. Isognathus menechus (Boisduval, 1875)
520. Isognathus mossi Clark, 1919
521. Isognathus occidentalis Clark, 1929
522. Isognathus rimosa (Grote, 1865)
523. Isognathus scyron (Cramer, 1780)
524. Isognathus swainsonii Felder & Felder, 1862
525. Isoparce cupressi (Boisduval, 1875)
526. Kentrochrysalis consimilis (Rothschild & Jordan, 1903)
527. Kentrochrysalis sieversi Alpheraky, 1897
528. Kentrochrysalis streckeri (Staudinger, 1880)
529. Kloneus babayaga Skinner, 1923
530. Langia tropicus Moulds, 1983
531. Langia zenzeroides Moore, 1872
532. Laothoe amurensis (Staudinger, 1892)
533. Laothoe austanti (Staudinger, 1877)
534. Laothoe philerema (Djakonov, 1923)
535. Laothoe populi (Linnaeus, 1758)
536. Lapara bombycoides Walker, 1856
537. Lapara coniferarum (J.E. Smith, 1797)
538. Lapara halicarnie Strecker, 1880
539. Lapara phaeobrachycerous Brou, 1994
540. Lepchina tridens Oberthur, 1904
541. Leptoclanis pulchra (Rothschild & Jordan, 1903)
542. Leucomonia bethia (Kirby, 1877)
543. Leucophlebia afra Karsch, 1891
544. Leucophlebia emittens Walker, 1866
545. Leucophlebia lineata Westwood, 1847
546. Leucophlebia neumanni Rothschild, 1902
547. Leucostrophus alterhirundo Gerstaecker, 1871
548. Leucostrophus commasiae (Walker, 1856)
549. Likoma apicalis (Rothschild & Jordan, 1903)
550. Likoma crenata Rothschild & Jordan, 1907
551. Litosphingia corticea Jordan, 1920
552. Lomocyma oegrapha (Mabille, 1884)
553. Lophostethus dumolinii (Angas, 1849)
554. Lophostethus negus Jordan, 1926
555. Lycosphingia hamatus (Dewitz, 1879)
556. Maassenia distincta Gehlen, 1934
557. Maassenia heydeni (Saalmuller, 1884)
558. Macroglossum adustum Rothschild & Jordan, 1916
559. Macroglossum aesalon Mabille, 1879
560. Macroglossum affictitia Butler, 1875
561. Macroglossum albigutta Rothschild & Jordan, 1903
562. Macroglossum albolineata Clark, 1935
563. Macroglossum alcedo Boisduval, 1832
564. Macroglossum alluaudi de Joannis, 1893
565. Macroglossum amoenum Rothschild & Jordan, 1903
566. Macroglossum aquila Boisduval, 1875
567. Macroglossum arimasi Hogenes & Treadaway, 1993
568. Macroglossum assimilis Swainson, 1821
569. Macroglossum augarra Rothschild, 1904
570. Macroglossum avicula Boisduval, 1875
571. Macroglossum belis (Linnaeus, 1758)
572. Macroglossum bifasciata (Butler, 1875)
573. Macroglossum bombylans Boisduval, 1875
574. Macroglossum buini Clark, 1926
575. Macroglossum buruensis Holland, 1900
576. Macroglossum caldum Jordan, 1926
577. Macroglossum calescens Butler, 1882
578. Macroglossum castaneum Rothschild & Jordan, 1903
579. Macroglossum clemensi Cadiou, 1998
580. Macroglossum corythus Walker, 1856
581. Macroglossum dohertyi Rothschild, 1894
582. Macroglossum eichhorni Rothschild & Jordan, 1903
583. Macroglossum faro (Cramer, 1779)
584. Macroglossum fritzei Rothschild & Jordan, 1903
585. Macroglossum fruhstorferi Huwe, 1895
586. Macroglossum glaucoptera Butler, 1875
587. Macroglossum godeffroyi (Butler, 1882)
588. Macroglossum gyrans Walker, 1856
589. Macroglossum haslami Clark, 1922
590. Macroglossum heliophila Boisduval, 1875
591. Macroglossum hemichroma Butler, 1875
592. Macroglossum hirundo Boisduval, 1832
593. Macroglossum insipida Butler, 1875
594. Macroglossum jani Hogenes & Treadaway, 1998
595. Macroglossum joannisi Rothschild & Jordan, 1903
596. Macroglossum kitchingi Cadiou, 1997
597. Macroglossum lepidum Rothschild & Jordan, 1915
598. Macroglossum limata Swinhoe, 1892
599. Macroglossum marquesanum Collenette, 1935
600. Macroglossum mediovitta Rothschild & Jordan, 1903
601. Macroglossum meeki Rothschild & Jordan, 1903
602. Macroglossum melas Rothschild & Jordan, 1903
603. Macroglossum micacea Walker, 1856
604. Macroglossum milvus (Boisduval, 1833)
605. Macroglossum mitchellii Boisduval, 1875
606. Macroglossum moecki Rutimeyer, 1969
607. Macroglossum multifascia Rothschild & Jordan, 1903
608. Macroglossum nemesis Cadiou, 1998
609. Macroglossum neotroglodytus Kitching & Cadiou, 2000
610. Macroglossum nigellum Rothschild & Jordon, 1916
611. Macroglossum nubilum Rothschild & Jordan, 1903
612. Macroglossum nycteris Kollar, 1844
613. Macroglossum pachycerus Rothschild & Jordan, 1903
614. Macroglossum particolor Rothschild & Jordan, 1903
615. Macroglossum passalus (Drury, 1773)
616. Macroglossum phocinum Rothschild & Jordan, 1903
617. Macroglossum poecilum Rothschild & Jordan, 1903
618. Macroglossum prometheus Boisduval, 1875
619. Macroglossum pyrrhosticta Butler, 1875
620. Macroglossum rectans Rothschild & Jordan, 1903
621. Macroglossum regulus Boisduval, 1875
622. Macroglossum reithi Cadiou, 1997
623. Macroglossum saga Butler, 1878
624. Macroglossum schnitzleri Cadiou, 1998
625. Macroglossum semifasciata Hampson, 1893
626. Macroglossum sitiene Walker, 1856
627. Macroglossum soror Rothschild & Jordan, 1903
628. Macroglossum spilonotum Rothschild & Jordon, 1912
629. Macroglossum stellatarum (Linnaeus, 1758)
630. Macroglossum stevensi Clark, 1935
631. Macroglossum stigma Rothschild & Jordan, 1903
632. Macroglossum sylvia Boisduval, 1875
633. Macroglossum tenebrosa Lucas, 1891
634. Macroglossum tenimberi Clark, 1920
635. Macroglossum trochilus (Hubner, 1823)
636. Macroglossum ungues Rothschild & Jordan, 1903
637. Macroglossum vacillans Walker, 1865
638. Macroglossum vadenberghi Hogenes, 1984
639. Macroglossum variegatum Rothschild & Jordan, 1903
640. Macroglossum vicinum Jordan, 1923
641. Macroglossum vidua Rothschild & Jordan, 1903
642. Macropoliana afarorum Rougeot, 1975
643. Macropoliana asirensis Wiltshire, 1980
644. Macropoliana ferax (Rothschild & Jordan, 1916)
645. Macropoliana natalensis (Butler, 1875)
646. Macropoliana oheffernani (Gess, 1967)
647. Macropoliana scheveni Carcasson, 1972
648. Madoryx bubastus (Cramer, 1777)
649. Madoryx oiclus (Cramer, 1779)
650. Madoryx plutonius (Hubner, 1819)
651. Madoryx pseudothyreus (Grote, 1865)
652. Malgassoclanis delicatus (Jordan, 1921)
653. Malgassoclanis suffuscus (Griveaud, 1959)
654. Manduca afflicta (Grote, 1865)
655. Manduca albiplaga (Walker, 1856)
656. Manduca albolineata (Gehlen, 1935)
657. Manduca andicola (Rothschild & Jordan, 1916)
658. Manduca armatipes (Rothschild & Jordan, 1916)
659. Manduca aztecus (Mooser, 1942)
660. Manduca barnesi (Clark, 1919)
661. Manduca bergarmatipes (Clark, 1927)
662. Manduca bergi (Rothschild & Jordan, 1903)
663. Manduca blackburni (Butler, 1880)
664. Manduca boliviana (Clark, 1923)
665. Manduca brasilensis (Jordan, 1911)
666. Manduca brontes (Drury, 1773)
667. Manduca brunalba (Clark, 1929)
668. Manduca camposi (Schaus, 1932)
669. Manduca caribbeus (Cary, 1952)
670. Manduca chinchilla (Gehlen, 1942)
671. Manduca clarki (Rothschild & Jordan, 1916)
672. Manduca contracta (Butler, 1875)
673. Manduca corallina (Druce, 1883)
674. Manduca corumbensis (Clark, 1920)
675. Manduca dalica (Kirby, 1877)
676. Manduca diffissa (Butler, 1871)
677. Manduca dilucida (Edwards, 1887)
678. Manduca empusa (Kernbach, 1965)
679. Manduca extrema (Gehlen, 1926)
680. Manduca feronia (Kernbach, 1968)
681. Manduca florestan (Stoll, 1782)
682. Manduca fosteri (Rothschild & Jordan, 1906)
683. Manduca franciscae (Clark, 1916)
684. Manduca gueneei (Clark, 1932)
685. Manduca hannibal (Cramer, 1779)
686. Manduca huascara (Schaus, 1941)
687. Manduca incisa (Walker, 1956)
688. Manduca janira (Jordan, 1911)
689. Manduca jasminearum (Guerin-Meneville, 1832)
690. Manduca johanni (Cary, 1958)
691. Manduca jordani (Giacomelli, 1912)
692. Manduca kuschei (Clark, 1920)
693. Manduca lanuginosa (Edwards, 1887)
694. Manduca lefeburii (Guerin-Meneville, 1844)
695. Manduca leucospila (Rothschild & Jordan, 1903)
696. Manduca lichenea (Burmeister, 1855)
697. Manduca lucetius (Cramer, 1780)
698. Manduca manducoides (Rothschild, 1895)
699. Manduca morelia (Druce, 1884)
700. Manduca mossi (Jordan, 1911)
701. Manduca muscosa (Rothschild & Jordan, 1903)
702. Manduca occulta (Rothschild & Jordan, 1903)
703. Manduca ochus (Klug, 1836)
704. Manduca opima (Rothschild and Jordan, 1916)
705. Manduca pellenia (Herrich-Schaffer, 1854)
706. Manduca prestoni (Gehlen, 1926)
707. Manduca quinquemaculatus (Haworth, 1803)
708. Manduca reducta (Gehlen, 1930)
709. Manduca rustica (Fabricius, 1775)
710. Manduca schausi (Clark, 1919)
711. Manduca scutata (Rothschild & Jordan, 1903)
712. Manduca sesquiplex (Boisduval, 1870)
713. Manduca sexta (Linnaeus, 1763)
714. Manduca stuarti (Rothschild, 1896)
715. Manduca trimacula (Rothschild & Jordan, 1903)
716. Manduca tucumana (Rothschild & Jordan, 1903)
717. Manduca undata (Rothschild & Jordan, 1903)
718. Manduca vestalis (Jordan, 1917)
719. Manduca violaalba (Clark, 1922)
720. Manduca wellingi Brou, 1984
721. Marumba amboinicus (C Felder, 1861)
722. Marumba cristata (Butler, 1875)
723. Marumba decoratus (Moore, 1872)
724. Marumba diehli Roesler & Kuppers, 1975
725. Marumba dyras (Walker, 1865)
726. Marumba fenzelii Mell, 1937
727. Marumba gaschkewitschii (Bremer & Grey, 1853)
728. Marumba indicus (Walker, 1856)
729. Marumba jankowskii (Oberthur, 1880)
730. Marumba juvencus Rothschild & Jordan, 1912
731. Marumba maackii (Bremer, 1861)
732. Marumba nympha (Rothschild & Jordan, 1903)
733. Marumba poliotis Hampson, 1907
734. Marumba quercus (Denis & Schiffermuller, 1775)
735. Marumba saishiuana Okamoto, 1924
736. Marumba spectabilis (Butler, 1875)
737. Marumba sperchius (Menetries, 1857)
738. Marumba tigrina Gehlen, 1936
739. Marumba timora (Rothschild & Jordan, 1903)
740. Megacorma obliqua (Walker, 1856)
741. Meganoton analis (R Felder, 1874)
742. Meganoton hyloicoides Rothschild, 1910
743. Meganoton nyctiphanes (Walker, 1856)
744. Meganoton rubescens (Butler, 1876)
745. Meganoton yunnanfuana Clark, 1925
746. Micracosmeryx chaochauensis (Clark, 1922)
747. Microclanis erlangeri (Rothschild & Jordan, 1903)
748. Microsphinx pumilum (Boisduval, 1875)
749. Mimas christophi (Staudinger, 1887)
750. Mimas tiliae (Linnaeus, 1758)
751. Monarda oryx Druce, 1896
752. Nannoparce balsa Schaus, 1932
753. Nannoparce poeyi (Grote, 1865)
754. Neoclanis basalis (Walker, 1866)
755. Neococytius cluentius (Cramer, 1775)
756. Neogene albescens Clark, 1929
757. Neogene carrerasi (Giacomelli, 1911)
758. Neogene corumbensis Clark, 1922
759. Neogene curitiba Jones, 1908
760. Neogene dynaeus (Hubner, 1927)
761. Neogene intermedia Clark, 1935
762. Neogene pictus Clark, 1931
763. Neogene reevei (Druce, 1882)
764. Neogene steinbachi Clark, 1924
765. Neogurelca himachala (Butler, 1876)
766. Neogurelca hyas (Walker, 1856)
767. Neogurelca masuriensis (Butler, 1875)
768. Neogurelca montana (Rothschild & Jordan, 1915)
769. Neogurelca mulleri (Clark, 1923)
770. Neogurelca sonorensis (Clark, 1919)
771. Neopolyptychus compar (Rothschild & Jordan, 1903)
772. Neopolyptychus consimilis (Rothschild & Jordan, 1903)
773. Neopolyptychus convexus (Rothschild & Jordan, 1903)
774. Neopolyptychus prionites (Rothschild & Jordan, 1916)
775. Neopolyptychus pygarga (Karsch, 1891)
776. Neopolyptychus serrator (Jordan, 1929)
777. Nephele accentifera (Palisot de Beauvois, 1821)
778. Nephele aequivalens (Walker, 1856)
779. Nephele argentifera (Walker, 1856)
780. Nephele bipartita Butler, 1878
781. Nephele comma Hopffer, 1857
782. Nephele comoroana Clark, 1923
783. Nephele densoi (Keferstein, 1870)
784. Nephele discifera Karsch, 1891
785. Nephele funebris (Fabricius, 1793)
786. Nephele hespera (Fabricius, 1775)
787. Nephele joiceyi Clark, 1923
788. Nephele lannini Jordan, 1926
789. Nephele leighi Joicey & Talbot, 1921
790. Nephele maculosa Rothschild & Jordan, 1903
791. Nephele monostigma Clark, 1925
792. Nephele oenopion (Hubner, 1824)
793. Nephele peneus (Cramer, 1776)
794. Nephele rectangulata Rothschild, 1895
795. Nephele rosae Butler, 1875
796. Nephele subvaria (Walker, 1856)
797. Nephele vau (Walker, 1856)
798. Nephele xylina Rothschild & Jordan, 1910
799. Nyceryx alophus (Boisduval, 1875)
800. Nyceryx coffaeae (Walker, 1856)
801. Nyceryx continua (Walker, 1856)
802. Nyceryx draudti Gehlen, 1926
803. Nyceryx ericea (Druce, 1888)
804. Nyceryx eximia Rothschild & Jordan, 1916
805. Nyceryx fernandezi Haxaire & Cadiou, 1999
806. Nyceryx furtadoi Haxaire, 1996
807. Nyceryx hyposticta (R Felder, 1874)
808. Nyceryx lunaris Jordan, 1912
809. Nyceryx magna (R Felder, 1874)
810. Nyceryx maxwelli (Rothschild, 1896)
811. Nyceryx nephus (Boisduval, 1875)
812. Nyceryx nictitans (Boisduval, 1875)
813. Nyceryx riscus (Schaus, 1890)
814. Nyceryx stuarti (Rothschild, 1894)
815. Nyceryx tacita (Druce, 1888)
816. Odontosida magnificum (Rothschild, 1894)
817. Odontosida pusillus (R Felder, 1874)
818. Oligographa juniperi (Boisduval, 1847)
819. Opistoclanis hawkeri (Joicey & Talbot, 1921)
820. Orecta acuminata Clark, 1923
821. Orecta fruhstorferi Clark, 1916
822. Orecta lycidas (Boisduval, 1875)
823. Orecta venedictoffae Cadiou, 1995
824. Oryba achemenides (Cramer, 1779)
825. Oryba kadeni (Schaufuss, 1870)
826. Pachygonidia caliginosa (Boisduval, 1870)
827. Pachygonidia drucei (Rothschild & Jordan, 1903)
828. Pachygonidia hopfferi (Staudinger, 1875)
829. Pachygonidia martini (Gehlen, 1943)
830. Pachygonidia mielkei Cadiou, 1997
831. Pachygonidia ribbei (Druce, 1881)
832. Pachygonidia subhamata (Walker, 1856)
833. Pachylia darceta Druce, 1881
834. Pachylia ficus (Linnaeus, 1758)
835. Pachylia syces (Hubner, 1819)
836. Pachylioides resumens (Walker, 1856)
837. Pachysphinx modesta (Harris, 1839)
838. Pachysphinx occidentalis (Edwards, 1875)
839. Panogena jasmini (Boisduval, 1875)
840. Panogena lingens (Butler, 1877)
841. Pantophaea favillacea (Walker, 1866)
842. Pantophaea jordani (Joicey & Talbot, 1916)
843. Pantophaea oneili (Clark, 1925)
844. Paonias astylus (Drury, 1773)
845. Paonias excaecata (J.E. Smith, 1797)
846. Paonias myops (J.E. Smith, 1797)
847. Paonias wolfei Cadiou & Haxaire, 1997
848. Paratrea plebeja (Fabricius, 1777)
849. Parum colligata (Walker, 1856)
850. Pentateucha curiosa Swinhoe, 1908
851. Pentateucha inouei Owada & Brechlin, 1997
852. Pentateucha stueningi Owada & Kitching, 1997
853. Pergesa acteus (Cramer, 1779)
854. Perigonia caryae Cadiou & Rawlins, 1998
855. Perigonia divisa Grote, 1865
856. Perigonia glaucescens Walker, 1856
857. Perigonia grisea Rothschild & Jordan, 1903
858. Perigonia ilus Boisduval, 1870
859. Perigonia jamaicensis Rothschild, 1894
860. Perigonia lefebvraei (Lucas, 1857)
861. Perigonia leucopus Rothschild & Jordan, 1910
862. Perigonia lusca (Fabricius, 1777)
863. Perigonia manni Clark, 1935
864. Perigonia pallida Rothschild & Jordan, 1903
865. Perigonia passerina Boisduval, 1875
866. Perigonia pittieri Lichy, 1962
867. Perigonia stulta Herrich-Schaffer, 1854
868. Perigonia thayeri Clark, 1928
869. Phanoxyla hystrix (R. Felder, 1874)
870. Philodila astyanor (Boisduval, 1875)
871. Phryxus caicus (Cramer, 1777)
872. Phyllosphingia dissimilis (Bremer, 1861)
873. Phylloxiphia goodii (Holland, 1889)
874. Phylloxiphia bicolor (Rothschild, 1894)
875. Phylloxiphia formosa Schultze, 1914
876. Phylloxiphia illustris (Rothschild & Jordan, 1906)
877. Phylloxiphia karschi (Rothschild & Jordan, 1903)
878. Phylloxiphia metria (Jordan, 1920)
879. Phylloxiphia oberthueri Rothschild & Jordan, 1903
880. Phylloxiphia oweni (Carcasson, 1968)
881. Phylloxiphia punctum (Rothschild, 1907)
882. Phylloxiphia vicina (Rothschild & Jordan, 1915)
883. Platysphinx constrigilis (Walker, 1869)
884. Platysphinx dorsti Rougeot, 1977
885. Platysphinx phyllis Rothschild & Jordan, 1903
886. Platysphinx piabilis (Distant, 1897)
887. Platysphinx stigmatica (Mabille, 1878)
888. Platysphinx vicaria Jordan, 1920
889. Poliana albescens Inoue, 1996
890. Poliana buchholzi (Plotz, 1880)
891. Poliana leucomelas Rothschild & Jordan, 1915
892. Poliana micra Rothschild & Jordan, 1903
893. Poliana wintgensi (Strand, 1910)
894. Poliodes roseicornis Rothschild & Jordan, 1903
895. Polyptychoides digitatus (Karsch, 1891)
896. Polyptychoides erosus (Jordan, 1923)
897. Polyptychoides grayii (Walker, 1856)
898. Polyptychoides niloticus (Jordan, 1921)
899. Polyptychoides vuattouxi Pierre, 1989
900. Polyptychopsis marshalli (Rothschild & Jordan, 1903)
901. Polyptychus affinis Rothschild & Jordan, 1903
902. Polyptychus andosa (Walker, 1856)
903. Polyptychus anochus Rothschild & Jordan, 1906
904. Polyptychus aurora Clark, 1936
905. Polyptychus baltus Pierre, 1985
906. Polyptychus barnsi Clark, 1926
907. Polyptychus baxteri Rothschild & Jordan, 1908
908. Polyptychus bernardii Rougeot, 1966
909. Polyptychus carteri (Butler, 1882)
910. Polyptychus chinensis Rothschild & Jordan, 1903
911. Polyptychus coryndoni Rothschild & Jordan, 1903
912. Polyptychus dentatus (Cramer, 1777)
913. Polyptychus distensus Darge, 1990
914. Polyptychus enodia (Holland, 1889)
915. Polyptychus girardi Pierre, 1993
916. Polyptychus herbuloti Darge, 1990
917. Polyptychus hollandi Rothschild & Jordan, 1903
918. Polyptychus lapidatus Joicey & Kaye, 1917
919. Polyptychus murinus Rothschild, 1904
920. Polyptychus nigriplaga Rothschild & Jordan, 1903
921. Polyptychus orthographus Rothschild & Jordan, 1903
922. Polyptychus paupercula Holland, 1889
923. Polyptychus pierrei Kitching & Cadiou, 2000
924. Polyptychus potiendus Darge, 1990
925. Polyptychus rougeoti Carcasson, 1968
926. Polyptychus sinus Pierre, 1985
927. Polyptychus thihongae Bernardi, 1970
928. Polyptychus trilineatus Moore, 1888
929. Polyptychus trisecta (Aurivillius, 1901)
930. Praedora leucophaea Rothschild & Jordan, 1903
931. Praedora marshalli Rothschild & Jordan, 1903
932. Praedora plagiata Rothschild & Jordan, 1903
933. Proserpinus clarkiae (Boisduval, 1852)
934. Proserpinus flavofasciata Walker, 1856
935. Proserpinus gaurae (J.E. Smith, 1797)
936. Proserpinus juanita (Strecker, 1876)
937. Proserpinus proserpina (Pallas, 1772)
938. Proserpinus terlooii Edwards, 1875
939. Proserpinus vega (Dyar, 1903)
940. Protaleuron rhodogaster Rothschild & Jordan, 1903
941. Protambulyx astygonus (Boisduval, 1875)
942. Protambulyx carteri Rothschild & Jordan, 1903
943. Protambulyx euryalus Rothschild & Jordan, 1903
944. Protambulyx eurycles (Herrich-Schaffer, 1854)
945. Protambulyx goeldii Rothschild & Jordan, 1903
946. Protambulyx ockendeni Rothschild & Jordan, 1903
947. Protambulyx strigilis (Linnaeus, 1771)
948. Protambulyx sulphurea Rothschild & Jordan, 1903
949. Pseudandriasa mutata (Walker, 1855)
950. Pseudenyo benitensis Holland, 1889
951. Pseudoclanis abyssinicus (Lucas, 1857)
952. Pseudoclanis admatha Pierre, 1985
953. Pseudoclanis axis Darge, 1993
954. Pseudoclanis bianchii (Oberthur, 1883)
955. Pseudoclanis biokoensis Darge, 1991
956. Pseudoclanis boisduvali (Aurivillius, 1898)
957. Pseudoclanis canui Darge, 1991
958. Pseudoclanis diana Gehlen, 1922
959. Pseudoclanis evestigata Kernbach, 1955
960. Pseudoclanis grandidieri (Mabille, 1879)
961. Pseudoclanis kenyae Clark, 1928
962. Pseudoclanis molitor (Rothschild & Jordan, 1912)
963. Pseudoclanis occidentalis Rothschild & Jordan, 1903
964. Pseudoclanis postica (Walker, 1956)
965. Pseudoclanis rhadamistus (Fabricius, 1781)
966. Pseudoclanis tomensis Pierre, 1992
967. Pseudodolbina aequalis Rothschild & Jordan, 1903
968. Pseudodolbina fo (Walker, 1856)
969. Pseudopolyptychus foliaceus (Rothschild & Jordan, 1903)
970. Pseudosphinx tetrio (Linnaeus, 1771)
971. Psilogramma increta (Walker, 1865)
972. Psilogramma jordana Bethune-Baker, 1905
973. Psilogramma menephron (Cramer, 1780)
974. Psilogramma papuensis Brechlin, 2001
975. Psilogramma wannanensis Meng, 1990
976. Rethera afghanistana Daniel, 1958
977. Rethera amseli Daniel, 1958
978. Rethera brandti Bang-haas, 1937
979. Rethera komarovi (Christoph, 1885)
980. Rhadinopasa hornimani (Druce, 1880)
981. Rhagastis acuta (Walker, 1856)
982. Rhagastis albomarginatus (Rothschild, 1894)
983. Rhagastis binoculata Matsumura, 1909
984. Rhagastis castor (Walker, 1856)
985. Rhagastis confusa Rothschild & Jordan, 1903
986. Rhagastis gloriosa (Butler, 1875)
987. Rhagastis hayesi Diehl, 1982
988. Rhagastis lambertoni (Clark, 1923)
989. Rhagastis lunata (Rothschild, 1900)
990. Rhagastis mongoliana (Butler, 1876)
991. Rhagastis olivacea (Moore, 1872)
992. Rhagastis rubetra Rothschild & Jordan, 1907
993. Rhagastis trilineata Matsumura, 1921
994. Rhagastis velata (Walker, 1866)
995. Rhodafra marshalli Rothschild & Jordan, 1903
996. Rhodafra opheltes (Cramer, 1780)
997. Rhodambulyx davidi Mell, 1939
998. Rhodambulyx schnitzleri Cadiou, 1990
999. Rhodoprasina callantha Jordan, 1929
1000. Rhodoprasina corolla Cadiou & Kitching, 1990
1001. Rhodoprasina corrigenda Kitching & Cadiou, 1996
1002. Rhodoprasina floralis (Butler, 1876)
1003. Rhodoprasina nenulfascia Zhu & Wang, 1997
1004. Rhodoprasina winbrechlini Brechlin, 1996
1005. Rufoclanis erlangeri (Rothschild & Jordan, 1903)
1006. Rufoclanis fulgurans (Rothschild & Jordan, 1903)
1007. Rufoclanis jansei (Vari, 1964)
1008. Rufoclanis maccleeryi Carcasson, 1968
1009. Rufoclanis numosae (Wallengren, 1860)
1010. Rufoclanis rosea (Druce, 1882)
1011. Sagenosoma elsa (Strecker, 1878)
1012. Sataspes cerberus G. Semper, 1896
1013. Sataspes infernalis (Westwood, 1847)
1014. Sataspes ribbei Rober, 1885
1015. Sataspes scotti Jordan, 1926
1016. Sataspes tagalica Boisduval, 1875
1017. Smerinthulus diehli Hayes, 1982
1018. Smerinthulus dohrni Rothschild & Jordan, 1903
1019. Smerinthulus perversa (Rothschild, 1895)
1020. Smerinthulus quadripunctatus Huwe, 1895
1021. Smerinthus caecus Menetries, 1857
1022. Smerinthus cerisyi Kirby, 1837
1023. Smerinthus jamaicensis (Drury, 1773)
1024. Smerinthus kindermannii Lederer, 1853
1025. Smerinthus minor Mell, 1937
1026. Smerinthus ocellata (Linnaeus, 1758)
1027. Smerinthus planus Walker, 1856
1028. Smerinthus saliceti Boisduval, 1875
1029. Smerinthus szechuanus (Clark, 1938)
1030. Smerinthus tokyonis Matsumura, 1921
1031. Sphecodina abbottii (Swainson, 1821)
1032. Sphecodina caudata (Bremer & Grey, 1853)
1033. Sphingidites weidneri Kernbach, 1967
1034. Sphingonaepiopsis ansorgei (Rothschild, 1904)
1035. Sphingonaepiopsis gorgoniades (Hubner, 1819)
1036. Sphingonaepiopsis kuldjaensis (Graeser, 1892)
1037. Sphingonaepiopsis malgassica (Clark, 1929)
1038. Sphingonaepiopsis nana (Walker, 1856)
1039. Sphingonaepiopsis obscurus (Mabille, 1880)
1040. Sphingonaepiopsis pumilio (Boisduval, 1875)
1041. Sphingulus mus Staudinger, 1887
1042. Sphinx adumbrata (Dyar, 1912)
1043. Sphinx arthuri Rothschild, 1897
1044. Sphinx asellus (Rothschild & Jordan, 1903)
1045. Sphinx aurigutta (Rothschild & Jordan, 1903)
1046. Sphinx balsae (Schaus, 1932)
1047. Sphinx biolleyi (Schaus, 1912)
1048. Sphinx caligineus (Butler, 1877)
1049. Sphinx canadensis (Boisduval, 1875)
1050. Sphinx centrosinaria Kitching & Jin, 1998
1051. Sphinx chersis (Hubner, 1823)
1052. Sphinx chisoya (Schaus, 1932)
1053. Sphinx constricta Butler, 1885
1054. Sphinx crassistriga (Rothschild & Jordan, 1903)
1055. Sphinx dollii Neumoegen, 1881
1056. Sphinx drupiferarum J.E. Smith, 1797
1057. Sphinx eremitoides Strecker, 1874
1058. Sphinx eremitus (Hubner, 1823)
1059. Sphinx formosana Riotte, 1970
1060. Sphinx franckii Neumoegen, 1893
1061. Sphinx geminus (Rothschild & Jordan, 1903)
1062. Sphinx gordius Cramer, 1779
1063. Sphinx istar (Rothschild & Jordan, 1903)
1064. Sphinx justiciae Walker, 1856
1065. Sphinx kalmiae J.E. Smith, 1797
1066. Sphinx leucophaeata Clemens, 1859
1067. Sphinx libocedrus Edwards, 1881
1068. Sphinx ligustri Linnaeus, 1758
1069. Sphinx lugens Walker, 1856
1070. Sphinx luscitiosa Clemens, 1859
1071. Sphinx maura Burmeister, 1879
1072. Sphinx maurorum (Jordan, 1931)
1073. Sphinx merops Boisduval, 1870
1074. Sphinx morio (Rothschild & Jordan, 1903)
1075. Sphinx oberthueri (Rothschild & Jordan, 1903)
1076. Sphinx perelegans Edwards, 1874
1077. Sphinx phalerata Kernbach, 1955
1078. Sphinx pinastri Linnaeus, 1758
1079. Sphinx pitzahuac Mooser, 1948
1080. Sphinx poecila Stephens, 1828
1081. Sphinx porioni Cadiou, 1995
1082. Sphinx praelongus (Rothschild & Jordan, 1903)
1083. Sphinx pseudostigmatica Gehlen, 1928
1084. Sphinx separatus Neumoegen, 1885
1085. Sphinx sequoiae Boisduval, 1868
1086. Sphinx smithi Cadiou, 1998
1087. Sphinx tricolor Clark, 1923
1088. Sphinx vashti Strecker, 1878
1089. Sphinx xantus Cary, 1963
1090. Stolidoptera cadioui Haxaire, 1997
1091. Stolidoptera tachasara (Druce, 1888)
1092. Synoecha marmorata (Lucas, 1891)
1093. Temnora albilinea Rothschild, 1904
1094. Temnora angulosa Rothschile & Jordan, 1906
1095. Temnora argyropeza (Mabille, 1879)
1096. Temnora atrofasciata (Holland, 1889)
1097. Temnora avinoffi Clark, 1919
1098. Temnora burdoni Carcasson, 1968
1099. Temnora camerounensis Clark, 1923
1100. Temnora crenulata (Holland, 1893)
1101. Temnora curtula Rothschild & Jordan, 1908
1102. Temnora dierli Cadiou, 1997
1103. Temnora elegans (Rothschild, 1895)
1104. Temnora elisabethae Hering, 1930
1105. Temnora engis Jordan, 1933
1106. Temnora eranga (Holland, 1889)
1107. Temnora fumosa (Walker, 1856)
1108. Temnora funebris (Holland, 1893)
1109. Temnora grandidieri (Butler, 1879)
1110. Temnora griseata Rothschild & Jordan, 1903
1111. Temnora hollandi Clark, 1920
1112. Temnora iapygoides (Holland, 1889)
1113. Temnora inornatum (Rothschild, 1894)
1114. Temnora leighi Rothschild & Jordan, 1915
1115. Temnora livida Holland, 1889
1116. Temnora marginata (Walker, 1856)
1117. Temnora mirabilis Talbot, 1932
1118. Temnora murina Walker, 1856
1119. Temnora namaqua Rothschild & Jordan, 1903
1120. Temnora natalis Walker, 1856
1121. Temnora nephele Clark, 1922
1122. Temnora nitida Jordan, 1920
1123. Temnora ntombi Darge, 1975
1124. Temnora palpalis Rothschild & Jordan, 1903
1125. Temnora peckoveri (Butler, 1876)
1126. Temnora plagiata Walker, 1856
1127. Temnora pseudopylas (Rothschild, 1894)
1128. Temnora pylades Rothschild & Jordan, 1903
1129. Temnora pylas (Cramer, 1779)
1130. Temnora radiata (Karsch, 1893)
1131. Temnora rattrayi Rothschild, 1894
1132. Temnora reutlingeri (Holland, 1889)
1133. Temnora robertsoni Carcasson, 1968
1134. Temnora sardanus (Walker, 1856)
1135. Temnora scheveni Carcasson, 1968
1136. Temnora scitula (Holland, 1889)
1137. Temnora spiritus (Holland, 1893)
1138. Temnora stevensi Rothschild & Jordan, 1903
1139. Temnora subapicalis Rothschild & Jordan, 1903
1140. Temnora swynnertoni Stevenson, 1938
1141. Temnora trapezoidea Clark, 1935
1142. Temnora turlini Darge, 1975
1143. Temnora wollastoni Rothschild & Jordan, 1908
1144. Temnora zantus (Herrich-Schaffer, 1854)
1145. Temnoripais lasti (Rothschild, 1894)
1146. Tetrachroa edwardsi (Olliff, 1890)
1147. Thamnoecha uniformis (Butler, 1875)
1148. Theretra radiosa (Rothschild & Jordan, 1916)
1149. Theretra alecto (Linnaeus, 1758)
1150. Theretra boisduvalii (Bugnion, 1839)
1151. Theretra cajus (Cramer, 1777)
1152. Theretra capensis (Linnaeus, 1764)
1153. Theretra castanea (Moore, 1872)
1154. Theretra clotho (Drury, 1773)
1155. Theretra gnoma (Fabricius, 1775)
1156. Theretra griseomarginata (Hampson, 1898)
1157. Theretra incarnata Rothschild & Jordan, 1903
1158. Theretra indistincta (Butler, 1877)
1159. Theretra inornata (Walker, 1865)
1160. Theretra insignis (Butler, 1882)
1161. Theretra insularis (Swinhoe, 1892)
1162. Theretra japonica (Boisduval, 1869)
1163. Theretra jugurtha (Boisduval, 1875)
1164. Theretra latreillii (W.S. Macleay, 1826)
1165. Theretra lycetus (Cramer, 1775)
1166. Theretra manilae Clark, 1922
1167. Theretra mansoni Clark, 1924
1168. Theretra margarita (Kirby, 1877)
1169. Theretra molops Jordan, 1926
1170. Theretra monteironis (Butler, 1882)
1171. Theretra muricolor Jordan, 1926
1172. Theretra natashae Cadiou, 1995
1173. Theretra nessus (Drury, 1773)
1174. Theretra oldenlandiae (Fabricius, 1775)
1175. Theretra orpheus (Herrich-Schaffer, 1854)
1176. Theretra pallicosta (Walker, 1856)
1177. Theretra perkeo Rothschild & Jordan, 1903
1178. Theretra polistratus Rothschild, 1904
1179. Theretra queenslandi (Lucas, 1891)
1180. Theretra radiosa Rothschild & Jordan, 1916
1181. Theretra rhesus (Boisduval, 1875)
1182. Theretra silhetensis (Walker, 1856)
1183. Theretra suffusa (Walker, 1856)
1184. Theretra sugii Cadiou, 1995
1185. Theretra tessmanni Gehlen, 1927
1186. Theretra tryoni (Miskin, 1891)
1187. Theretra turneri (Lucas, 1891)
1188. Theretra viridis Basquin, 1992
1189. Thibetia niphaphylla Joicey & Kaye, 1917
1190. Tinostoma smaragditis (Meyrick, 1899)
1191. Trogolegnum pseudambulyx (Boisduval, 1875)
1192. Unzela japix (Cramer, 1776)
1193. Unzela pronoe Druce, 1894
1194. Viriclanis kingstoni Aarvik, 1999
1195. Xanthopan morganii (Walker, 1856)
1196. Xenosphingia jansei Jordan, 1920
1197. Xylophanes acrus Rothschild & Jordan, 1910
1198. Xylophanes adalia (Druce, 1881)
1199. Xylophanes aglaor (Boisduval, 1875)
1200. Xylophanes amadis (Stoll, 1782)
1201. Xylophanes anubus (Cramer, 1777)
1202. Xylophanes aristor (Boisduval, 1870)
1203. Xylophanes belti (Druce, 1878)
1204. Xylophanes ceratomioides (Grote & Robinson, 1867)
1205. Xylophanes chiron (Drury, 1773)
1206. Xylophanes clarki Ramsden, 1921
1207. Xylophanes colinae Haxaire, 1994
1208. Xylophanes columbiana Clark, 1935
1209. Xylophanes cosmius Rothschild & Jordan, 1906
1210. Xylophanes crotonis (Walker, 1856)
1211. Xylophanes cyrene (Druce, 1881)
1212. Xylophanes damocrita (Druce, 1894)
1213. Xylophanes depuiseti (Boisduval, 1875)
1214. Xylophanes docilis (Butler, 1875)
1215. Xylophanes dolius (Rothschild & Jordan, 1906)
1216. Xylophanes elara (Druce, 1878)
1217. Xylophanes epaphus (Boisduval, 1875)
1218. Xylophanes eumedon (Boisduval, 1875)
1219. Xylophanes falco (Walker, 1856)
1220. Xylophanes fernandezi Chacin, Clavijo & De Marmels, 1996
1221. Xylophanes ferotinus Gehlen, 1930
1222. Xylophanes fosteri Rothschild & Jordan, 1906
1223. Xylophanes fusimacula (R Felder, 1874)
1224. Xylophanes germen (Schaus, 1890)
1225. Xylophanes godmani (Druce, 1882)
1226. Xylophanes guianensis (Rothschild, 1894)
1227. Xylophanes gundlachii (Herric-Schaffer, 1863)
1228. Xylophanes hannemanni Closs, 1917
1229. Xylophanes haxairei Cadiou, 1985
1230. Xylophanes hydrata Rothschild & Jordan, 1903
1231. Xylophanes indistincta Closs, 1915
1232. Xylophanes irrorata (Grote, 1865)
1233. Xylophanes isaon (Boisduval, 1875)
1234. Xylophanes jamaicensis Clark, 1935
1235. Xylophanes jordani Clark, 1916
1236. Xylophanes josephinae Clark, 1920
1237. Xylophanes juanita Rothschild & Jordan, 1903
1238. Xylophanes kaempferi Clark, 1931
1239. Xylophanes katharinae Clark, 1931
1240. Xylophanes kiefferi Cadiou, 1995
1241. Xylophanes libya (Druce, 1878)
1242. Xylophanes lichyi Kitching & Cadiou, 2000
1243. Xylophanes loelia (Druce, 1878)
1244. Xylophanes macasensis Clark, 1922
1245. Xylophanes maculator (Boisduval, 1875)
1246. Xylophanes marginalis Clark, 1917
1247. Xylophanes media Rothschild & Jordan, 1903
1248. Xylophanes meridanus Rothschild & Jordan, 1910
1249. Xylophanes mirabilis Clark, 1916
1250. Xylophanes mossi Clark, 1917
1251. Xylophanes mulleri Clark, 1920
1252. Xylophanes nabuchodonosor Oberthur, 1904
1253. Xylophanes neoptolemus (Cramer, 1780)
1254. Xylophanes norfolki Kernbach, 1962
1255. Xylophanes obscurus Rothschild & Jordan, 1910
1256. Xylophanes ockendeni Rothschild, 1904
1257. Xylophanes pistacina (Boisduval, 1875)
1258. Xylophanes ploetzi (Moschler, 1876)
1259. Xylophanes pluto (Fabricius, 1777)
1260. Xylophanes porcus (Hubner, 1823)
1261. Xylophanes pyrrhus Rothschild & Jordan, 1906
1262. Xylophanes resta Rothschild & Jordan, 1903
1263. Xylophanes rhodina Rothschild & Jordan, 1903
1264. Xylophanes rhodocera (Walker, 1856)
1265. Xylophanes rhodochlora Rothschild & Jordan, 1903
1266. Xylophanes rhodotus Rothschild, 1904
1267. Xylophanes robinsonii (Grote, 1865)
1268. Xylophanes rothschildi (Dognin, 1895)
1269. Xylophanes rufescens (Rothschild, 1894)
1270. Xylophanes sarae Haxaire, 1989
1271. Xylophanes schausi (Rothschild, 1894)
1272. Xylophanes schreiteri Clark, 1923
1273. Xylophanes schwartzi Haxaire, 1992
1274. Xylophanes staudingeri (Rothschild, 1894)
1275. Xylophanes suana (Druce, 1889)
1276. Xylophanes tersa (Linnaeus, 1771)
1277. Xylophanes thyelia (Linnaeus, 1758)
1278. Xylophanes titana (Druce, 1878)
1279. Xylophanes turbata (Edwards, 1887)
1280. Xylophanes tyndarus (Boisduval, 1875)
1281. Xylophanes undata Rothschild & Jordan, 1903
1282. Xylophanes xylobotes (Burmeister, 1878)
1283. Xylophanes zurcheri (Druce, 1894)